# Икот
Икот (осет. Икъот, груз. იკოთი — Икоти) — село в Закавказье, расположено в Ленингорском районе Южной Осетии, фактически контролирующей село; согласно юрисдикции Грузии — в Ахалгорском муниципалитете.
Село находится на реке Ксани (Чисандон) к северу от райцентра Ленингор (Ахалгор).

## Население
По переписи 2015 года — 596 человек.
Село населено этническими грузинами.
Икоти — второй по численности населённый пункт Ленингорского района после Ленингора: в 1989 году в Икоти жило около 1000 жителей, в основном более 80 % из которых — грузины. По переписи 2002 года (проведённой властями Грузии, контролировавшей восточную часть Ленингоского/Ахалгорского района на момент проведения переписи) в селе жило 1089 человек, в том числе грузины составили 97 % от всего населения.

## История
- В период южноосетинского конфликта в 1992—2008 гг. село входило в состав Ахалгорского района — восточной части Ленингорского района РЮО), находившейся в зоне контроля Грузии. После войны в августе 2008 года село (вместе с этой частью Ахалгорского района) перешло под контроль властей Ленингорского района РЮО.
- В 16:30 22 октября 2011 года трое местных жителей подорвались на мине, оставшейся с войны 2008 года. Одни погиб, двое ранены[8].

## Достопримечательности
- Икотский женский монастырь XII век[источник не указан 3889 дней]

## Топографические карты
- Лист карты K-38-65 Ленингори. Масштаб: 1 : 100 000. Издание 1979 г.